# Équipe de France de volley-ball en 2010
L'équipe de France de volley-ball participera en 2010 à la Ligue mondiale du 4 juin au 10 juillet et au Championnat du monde du 23 septembre au 10 octobre.

## Les matchs des A
| Date              | Lieu                                             | Adversaire | Score                               | Durée | Compétition | Meilleur marqueur                           |
| 29 mai 2010       | Hala Podpromie w Rzeszowie Rzeszów, Pologne      | Pologne    | 3-2 (30-28 21-25 25-23 23-25 15-10) | -     | A           | Earvin N'Gapeth (28)                        |
| 30 mai 2010       | Hala Podpromie w Rzeszowie Rzeszów, Pologne      | Pologne    | 0-3 (20-25 22-25 21-25)             | -     | A           | Antonin Rouzier (17)                        |
| 4 juin 2010       | Palaraschi Parme, Italie                         | Italie     | 3-0 (27-25 26-24 25-17)             | 1h28  | LM          | Antonin Rouzier (15)                        |
| 4 juin 2010       | Palapanini Modène, Italie                        | Italie     | 3-2 (25-22 25-23 29-31 24-26 15-10) | 2h01  | LM          | Antonin Rouzier (21)                        |
| 10 juin 2010      | Palais des Sports de Gerland Lyon, France        | Serbie     | 0-3 (21-25 23-25 23-25)             | 1h23  | LM          | Earvin N'Gapeth (14)                        |
| 12 juin 2010      | Palais des Sports Grenoble, France               | Serbie     | 0-3 (20-25 21-25 21-25)             | 1h19  | LM          | Oliver Kieffer (12)                         |
| 18 juin 2010      | Stade de l'Est Saint-Denis de La Réunion, France | Chine      | 3-0 (25-20 25-18 27-25)             | 1h25  | LM          | Romain Vadeleux (15)                        |
| 19 juin 2010      | Stade de l'Est Saint-Denis de La Réunion, France | Chine      | 1-3 (25-16 22-25 22-25 22-25)       | 1h51  | LM          | Antonin Rouzier (12)                        |
| 25 juin 2010      | Palais omnisports de Paris-Bercy Paris, France   | Italie     | 3-2 (19-25 25-19 25-20 17-25 15-13) | 1h56  | LM          | Earvin N'Gapeth (20)                        |
| 27 juin 2010      | Palais des sports André-Brouat Toulouse, France  | Italie     | 1-3 (19-25 22-25 25-23 23-25)       | 1h53  | LM          | Earvin N'Gapeth (17)                        |
| 2 juillet 2010    | SPC Vojvodina Novi Sad, Serbie                   | Serbie     | 3-1 (16-25 25-19 25-23 25-23)       | 1h50  | LM          | Antonin Rouzier (18)                        |
| 4 juillet 2010    | Hala Pionir Belgrade, Serbie                     | Serbie     | 2-3 (23-25 25-18 25-21 20-25 8-15)  | 2h01  | LM          | Guillaume Samica (24)                       |
| 9 juillet 2010    | Wuhan Sport Center Wuhan, Chine                  | Chine      | 2-3 (21-25 22-18 25-22 25-23 14-16) | 2h12  | LM          | Guillaume Samica (16)                       |
| 10 juillet 2010   | Wuhan Sport Center Wuhan, Chine                  | Chine      | 2-3 (16-25 25-18 25-19 21-25 8-15)  | 1h58  | LM          | Romain Vadeleux (17)                        |
| 17 septembre 2010 | Stades de Flandres Dunkerque, France             | Argentine  | 3-0 (25-20 25-23 25-23)             | 1h35  | TF          | Antonin Rouzier Stéphane Antiga (14)        |
| 18 septembre 2010 | Salle Calypso Calais, France                     | Espagne    | 2-3 (19-25 25-20 30-32 25-19 10-15) | 2h15  | TF          | Antonin Rouzier (18)                        |
| 19 septembre 2010 | Stades de Flandres Dunkerque, France             | Bulgarie   | 3-2 (23-25 25-21 19-25 25-22 15-12) | 1h51  | TF          | Antonin Rouzier (25)                        |
| 25 septembre 2010 | PalaRuffini Turin, Italie                        | Tchéquie   | 3-2 (25-19 22-25 25-21 24-26 15-10) | 1h53  | CHM         | Antonin Rouzier (28)                        |
| 26 septembre 2010 | PalaRuffini Turin, Italie                        | Bulgarie   | 3-2 (25-22 23-25 25-17 28-30 19-19) | 2h44  | CHM         | Antonin Rouzier (26)                        |
| 27 septembre 2010 | PalaRuffini Turin, Italie                        | Chine      | 0-3 (17-25 20-25 19-25)             | 1h10  | CHM         | Oliver Kieffer (11)                         |
| 30 septembre 2010 | Mediolanum Forum Milan, Italie                   | Argentine  | 1-3 (25-16 17-25 23-25 21-25)       | 1h45  | CHM         | Antonin Rouzier (13)                        |
| 1er octobre 2010  | Mediolanum Forum Milan, Italie                   | Japon      | 0-3 (19-25 22-25 23-25)             | 1h23  | CHM         | Antonin Rouzier (14)                        |
| 4 octobre 2010    | Palalottomatica Rome, Italie                     | États-Unis | 0-3 (16-25 14-25 23-25)             | 1h14  | CHM         | Stéphane Antiga Gerald Hardy-Dessources (9) |
| 6 octobre 2010    | Palalottomatica Rome, Italie                     | Italie     | 3-1 (25-18 25-20 25-27 25-19)       | 1h48  | CHM         | Romain Vadeleux (17)                        |
| 8 octobre 2010    | Nelson Mandela Forum Florence, Italie            | Tchéquie   | 0-3 (21-25 20-25 16-25)             | 1h15  | CHM         | Nicolas Maréchal (12)                       |
| 9 octobre 2010    | Nelson Mandela Forum Florence, Italie            | Espagne    | 1-3 (17-25 23-25 25-16 21-25)       | 1h47  | CHM         | Guillaume Samica (16)                       |

A : match amical.
LM : match de la Ligue mondiale 2010.
CHM : match du Championnat du monde 2010.
TF : match du Tournoi de France 2010

## Les joueurs en A
| Joueurs                 |             |             |             |             |             |             |             |             |             |             |             |             |             |             |             |             |             |             |             |             |             |             |             |             |             |             |
| Attaquant               |             |             |             |             |             |             |             |             |             |             |             |             |             |             |             |             |             |             |             |             |             |             |             |             |             |             |
| Antonin Rouzier         | (14pts)     | (17pts)     | (15pts)     | (21pts)     | -           | -           | NP          | (12pts)     | NP          | (15pts)     | (18pts)     | (5pts)      | (5pts)      | (10pts)     | (14pts)     | (18pts)     | (25pts)     | (28pts)     | (26pts)     | (7pts)      | (13pts)     | (14pts)     | -           | -           | -           | -           |
| Central                 |             |             |             |             |             |             |             |             |             |             |             |             |             |             |             |             |             |             |             |             |             |             |             |             |             |             |
| Gérald Hardy-Dessources | -           | -           | -           | -           | -           | -           | -           | -           | (9pts)      | (6pts)      | (9pts)      | (2pts)      | (3pts)      | (9pts)      | (2pts)      | (10pts)     | (6pts)      | (10pts)     | (9pts)      | (5pts)      | (7pts)      | (4pts)      | (9pts)      | (2pts)      | (0pt)       | (9pts)      |
| Oliver Kieffer          | (5pts)      | (8pts)      | (1pt)       | (7pts)      | (6pts)      | (12pts)     | (10pts)     | (10pts)     | (6pts)      | (9pts)      | (11pts)     | (8pts)      | (9pts)      | (7pts)      | (7pts)      | (17pts)     | (11pts)     | (6pts)      | (10pts)     | (11pts)     | (4pts)      | (8pts)      | (4pts)      | (8pts)      | (3pts)      | NP          |
| Kévin Le Roux           | -           | -           | -           | -           | -           | -           | -           | -           | -           | -           | -           | -           | -           | -           | (6pts)      | NP          | NP          | (0pt)       | (0pt)       | (4pts)      | (0pt)       | NP          | NP          | (11pts)     | (6pts)      | (8pts)      |
| Jean-Philippe Sol       | (6pts)      | -           | (2pts)      | (4pts)      | (3pts)      | (4pts)      | NP          | (6pts)      | -           | -           | -           | -           | -           | -           | -           | -           | -           | -           | -           | -           | -           | -           | -           | -           | -           | -           |
| Stéphane Tolar          | -           | a participé | -           | -           | NP          | (4pts)      | (7pts)      | (5pts)      | NP          | (5pts)      | NP          | (13pts)     | (5pts)      | NP          | -           | -           | -           | -           | -           | -           | -           | -           | -           | -           | -           | -           |
| Romain Vadeleux         | (9pts)      | (3pts)      | (2pts)      | (15pts)     | (4pts)      | (10pts)     | (15pts)     | (4pts)      | (17pts)     | (7pts)      | (7pts)      | (9pts)      | (13pts)     | (17pts)     | NP          | (8pts)      | NP          | (0pt)       | (0pt)       | (6pts)      | (7pts)      | (4pts)      | (1pt)       | (17pts)     | (7pts)      | (4pts)      |
| Libero                  |             |             |             |             |             |             |             |             |             |             |             |             |             |             |             |             |             |             |             |             |             |             |             |             |             |             |
| Hubert Henno            | a participé | a participé | a participé | a participé | a participé | a participé | a participé | a participé | a participé | a participé | a participé | a participé | a participé | a participé | a participé | NP          | a participé | a participé | -           | -           | a participé | -           | -           | NP          | -           | NP          |
| Jean-François Exiga     | -           | -           | -           | -           | -           | -           | -           | -           | -           | -           | -           | -           | -           | -           | a participé | a participé | NP          | -           | a participé | a participé | -           | a participé | a participé | a participé | a participé | a participé |
| Passeur                 |             |             |             |             |             |             |             |             |             |             |             |             |             |             |             |             |             |             |             |             |             |             |             |             |             |             |
| Yannick Bazin           | (0pt)       | (6pts)      | (1pt)       | (0pt)       | (2pts)      | (0pt)       | (0pt)       | (1pt)       | -           | -           | -           | -           | -           | -           | -           | -           | -           | -           | -           | -           | -           | -           | -           | -           | -           |             |
| Pierre Pujol            | -           | -           | -           | -           | -           | -           | -           | -           | -           | -           | -           | -           | -           | -           | (2pts)      | (0pt)       | (1pt)       | (5pts)      | (3pts)      | (0pt)       | (4pts)      | (3pts)      | (1pt)       | (0pt)       | (1pt)       | (3pts)      |
| Toafa Takaniko          | -           | -           | -           | -           | -           | -           | -           | -           | (4pts)      | (0pt)       | (0pt)       | (0pt)       | (0pt)       | (0pt)       | -           | -           | -           | -           | -           | -           | -           | -           | -           | -           | -           | -           |
| Benjamin Toniutti       | (4pts)      | NP          | (0pt)       | (2pts)      | (0pt)       | (3pts)      | (3pts)      | (0pt)       | (2pts)      | (0pt)       | (3pts)      | (1pt)       | (2pts)      | (1pt)       | (0pt)       | (0pt)       | (0pt)       | (0pt)       | (0pt)       | (1pt)       | (0pt)       | (0pt)       | (1pt)       | (0pt)       | (0pt)       | (0pt)       |
| Réceptionneur-attaquant |             |             |             |             |             |             |             |             |             |             |             |             |             |             |             |             |             |             |             |             |             |             |             |             |             |             |
| Stéphane Antiga         | -           | -           | -           | -           | -           | -           | -           | -           | -           | -           | -           | -           | -           | -           | (14pts)     | NP          | (2pts)      | (6pts)      | (10pts)     | NP          | (2pts)      | (3pts)      | (9pts)      | (3pts)      | (0pt)       | (14pts)     |
| Baptiste Geiler         | (6pts)      | (9pts)      | (1pt)       | (5pts)      | NP          | (4pts)      | NP          | (0pt)       | -           | (9pts)      | (6pts)      | (0pt)       | -           | -           | -           | -           | -           | -           | -           | -           | -           | -           | -           | -           | -           | -           |
| Nicolas Maréchal        | (6pts)      | NP          | NP          | (4pts)      | (8pts)      | (3pts)      | (5pts)      | (10pts)     | (15pts)     | (3pts)      | (8pts)      | (15pts)     | (10pts)     | (6pts)      | (4pts)      | (12pts)     | (16pts)     | (16pts)     | (2pts)      | (10pts)     | (7pts)      | (12pts)     | (8pts)      | (13pts)     | (12pts)     | (8pts)      |
| Earvin N'Gapeth         | (28pts)     | (1pt)       | (9pts)      | (11pts)     | (14pts)     | (8pts)      | (12pts)     | (11pts)     | (20pts)     | (17pts)     | -           | -           | (6pts)      | (11pts)     | (5pts)      | (13pts)     | (9pts)      | (2pts)      | (24pts)     | (7pts)      | (10pts)     | (4pts)      | (5pts)      | -           | -           | -           |
| Édouard Rowlandson      | (0pt)       | (0pt)       | NP          | (0pt)       | (0pt)       | (0pt)       | (0pt)       | -           | (0pt)       | (0pt)       | (0pt)       | (0pt)       | (0pt)       | (0pt)       | NP          | (0pt)       | (0pt)       | (0pt)       | NP          | -           | (0pt)       | -           | NP          | NP          | NP          | (1pt)       |
| Guillaume Samica        | (13pts)     | (8pts)      | (10pts)     | (14pts)     | (10pts)     | (0pt)       | (0pt)       | (7pts)      | (0pt)       | -           | (11pts)     | (24pts)     | (16pts)     | (7pts)      | NP          | -           | -           | -           | -           | (0pt)       | -           | (0pt)       | (0pt)       | (3pts)      | (7pts)      | (16pts)     |

## Équipe de France A'

### Les matchs des A'
| Date         | Lieu                                   | Adversaire     | Score                              | Durée | Compétition | Meilleur marqueur  |
| 12 juin 2010 | Sporthal Wolfput Oostakker, Belgique   | Belgique       | 3-1 (22-25 25-20 25-22 25-20)      | -     | A           | -                  |
| 13 juin 2010 | Sporthal Schiervelde Roulers, Belgique | Belgique       | 3-2 (21-25 25-18 25-19 16-25 15-8) | -     | A           | -                  |
| 23 juin 2010 | Palasport di Sopramonte Trente, Italie | Italie -23 ans | 0-3 (23-25 36-38 21-25)            | -     | A           | -                  |
| 24 juin 2010 | PalaTrento Trente, Italie              | Italie -23 ans | 0-3 (21-25 21-25 29-31)            | 1h24  | A           | Kévin Le Roux (17) |

### Les joueurs en A'

#### Les joueurs en A' le23-06-2010
1.Yannick Bazin, 8.Pierre Pujol, 10.Kévin Le Roux, 4.Loïc Geiler, 2.Guillaume Quesque, 5.Florian Lacassie, 7.Kévin Tillie, 11.Samuel Tuia, 6.Gary Gendrey, 12.Marc Zopie, 3.Jean-Francois Exiga, 9.Jenia Grebennikov. Entraîneur : Roberto Serniotti

#### Les joueurs en A' le24-06-2010
Gary Gendrey (7), Pierre Pujol (2), Kévin Tillie (13), Marc Zopie (5), Kévin Le Roux (17), Guillaume Quesque (12), Jenia Grebennikov (L), puis Yannick Bazin (1). Non entrés : Jean-Francois Exiga, Loïc Geiler, Florian Lacassie, Samuel Tuia. Entraîneur : Roberto Serniotti